# フッ化スルフリル
フッ化スルフリル（フッかスルフリル、英: Sulfuryl fluoride）は、化学式SO2F2で表される無機化合物。

## 構造と性質
分子構造はC2v対称性を持つ左右対称の四面体形で、分子間の距離は硫黄-酸素間が140.5 pm、硫黄-フッ素間は150.3 pm。結合角度は酸素-硫黄-酸素が124°、フッ素-硫黄-フッ素が96°。
二酸化硫黄とフッ素との直接反応により生成する。
{\displaystyle {\ce {SO2\ + F2 -> SO2F2}}}
実験室レベルでは、下記のように塩化フッ化スルフリルを経た多段階の合成により作られる。
{\displaystyle {\ce {SO2\ + KF -> KSO2F}}}
{\displaystyle {\ce {KSO2F\ + Cl2 -> SO2ClF\ + KCl}}}
{\displaystyle {\ce {SO2ClF\ + KSO2F -> SO2F2\ + KCl\ + SO2}}}
フルオロスルホン酸の金属塩の加熱によっても得ることができる。
{\displaystyle {\ce {Ba(OSO2F)2 -> BaSO4\ + SO2F2}}}

## 用途

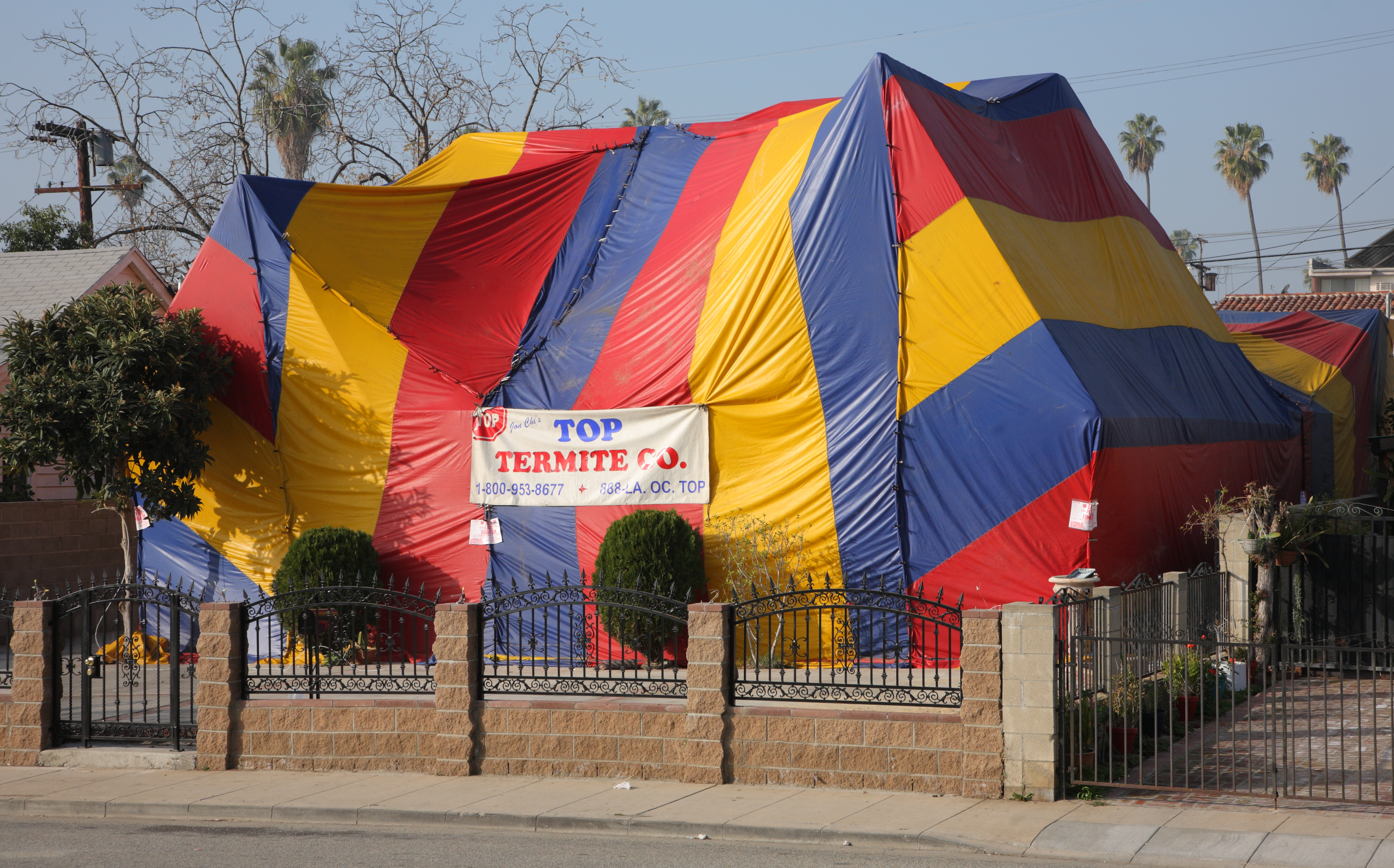
ロサンゼルスでの住宅燻蒸の様子

ダウ・ケミカルにより開発され、オゾン層を破壊する懸念のある臭化メチルに代わる燻蒸剤として、シロアリやキクイムシ、トコジラミなどの駆除に用いられる。

住宅の燻蒸には、建物全体を丈夫なテントで覆って密閉し、短い場合で16~18時間、最長で72時間、テント内部をフッ化スルフリルで充満させたのち、6時間換気する。燻蒸開始から換気が済むまでは人が立ち入ることはできないが、フッ化スルフリルは無色・無臭であるため、燻蒸開始時には確実に人が退去したか確認するため、刺激性のあるクロルピクリンをテント内に放出する。

## 安全性
日本の毒物及び劇物取締法では毒物に分類されている。ラットに経口投与した場合の半数致死量（LD50）は100 mg/kg、ラットに吸入させた場合の半数致死濃度（LC50、4時間）は雄で1865ppm、雌では1510ppm。
摂取すると代謝性アシドーシス、低カルシウム血症、不整脈、肺浮腫や、中枢神経・腎臓・歯などに症状を生じる。
救急処置としてカルシウムの補給、炭酸水素ナトリウムの投与、血液透析が行われる。2006年には、埼玉県の博物館で害虫駆除に使われたフッ化スルフリルを吸入して、作業員が死亡する事故が起きている。皮膚に対する腐食性・刺激性は確認されていないが、圧縮液化されたものに触れると凍傷のおそれがある。
不燃性だが、加熱により分解し、フッ化水素や硫黄酸化物など有害ガスを生じる。

## 環境への影響
マサチューセッツ工科大学の研究チームは、フッ化スルフリルが大気中に約36年にわたり残留し、二酸化炭素の4,800倍の温室効果を有すると報告した。